# Ourisia ruellioides
Ourisia ruellioides är en grobladsväxtart som först beskrevs av Carl von Linné d.y., och fick sitt nu gällande namn av Carl Ernst Otto Kuntze. Ourisia ruellioides ingår i släktet Ourisia och familjen grobladsväxter. Inga underarter finns listade i Catalogue of Life.